# Edificio en el 26, allée de la Robertsau en Estrasburgo
El edificio situado en el número 26, la allée de la Robertsau es un monumento histórico ubicado en Estrasburgo, en el departamento francés de Bajo Rin.

## Ubicación
Este edificio está ubicado en el 26, la allée de la Robertsau, en Estrasburgo.

## Historia
El edificio está inscrito como monumento histórico desde 2009.